# Leslie J. Workman
Leslie J. Workman (* 5. März 1927 in Hanwell, London, England; † 1. April 2001 in Grand Rapids, Michigan, USA) war ein Privatgelehrter und Gründer des akademischen Mediävalismus.

## Leben
Workman erhielt seine Schulausbildung an der Londoner Russell School, studierte dann am Kings College der Universität London (Bachelorabschluss in Geschichte), und diente in der Britischen Armee in Ägypten, Palestina, und dem Sudan von 1945 bis 1948. 1954 wanderte er in die Vereinigten Staaten aus, studierte Geschichte an der Columbia-Universität und der Ohio State University. Anschließend unterrichtete er am Queens College der City Universität von New York, am Muhlenberg College (Allentown, Pennsylvania), und am Western College for Women (Oxford, Ohio). 1983 heiratete er Kathleen Verduin, Professorin für Amerikanistik am Hope College, Holland, Michigan.

## Werk
Workmans originärer Beitrag zur Kulturwissenschaft ist der Aufbau eines Netzwerks von Wissenschaftlern, die sich um die Erforschung der Rezeption des Mittelalters in nachmittelalterlicher Zeit bemühen. Obwohl seit den frühen 80er Jahren ohne Anstellung, gelang es ihm, Kollegen zunehmend vom Wert des Paradigmas „Mediävalismus“ zu überzeugen. Bereits 1971 veranstaltete er die ersten Konferenzsektionen zu diesem Thema für den International Congress on Medieval Studies an der Western Michigan University (Kalamazoo, Michigan), gründete 1979 die immer noch führende Zeitschrift des Forschungsgebiets, Studies in Medievalism, als dessen Herausgeber er bis 1999 fungierte, und begründete 1986 die alljährliche internationale Konferenz zum Mediävalismus (International General Conference on Medievalism). Seine außerordentlichen Verdienste wurden 1998 mit einer Festschrift, Medievalism in the Modern World: Essays in Honour of Leslie J. Workman, gewürdigt.

## Publikationen
- Medievalism. In: Norris J. Lacy (Hrsg.): The Arthurian Encyclopedia. Garland, New York 1985, S. 387–91.
- Medievalism and Romanticism. In: Poetica. 39–40 (1994), 1–34.
- (Hrsg.) Studies in Medievalism, 1979–1999.